# アルシテス
アルシテス（希：Ἀρσíτης, ラテン文字転記：Arsites, ? - 紀元前334年, 在位：紀元前353年 - 紀元前334年）は、アケメネス朝のヘレスポントス・フリュギア太守である。
アルシテスはミトロパステスの父である。マケドニア王ピリッポス2世がペリントスを包囲した時（紀元前340年）、アルシテスはアテナイ人の傭兵隊長アポロドロスを送り、防衛に当たらせた。紀元前334年にピリッポス2世の息子で彼の後を継いだアレクサンドロス3世率いるマケドニア軍が侵攻してくると、アルシテスを含む小アジアの太守たちは連合軍を結成し、ゼレイアにて対策を協議した。その席でギリシア人の傭兵隊長メムノンは自軍より歩兵戦力においてはるかに優勢な敵に立ち向かうよりは焦土作戦によって敵を撤退に追い込むという作戦を提案したが、アルシテスは自分の領民の家には一戸たりとも火を付けさせないと発言し、他の将軍と太守もこれに賛成したため、メムノンの案は採用されなかった。
その後太守連合軍はマケドニア軍とグラニコス川の戦いで激突したが（アルシテスはパフラゴニア 人騎兵を指揮した）、敗れて多くの指導者を失った。アルシテスはフリュギアまで逃げ延びたが、敗北の責任者と人々から思われたため、その地で自殺した。その後、小アジアを席巻したアレクサンドロスは配下の将軍カラスをアルシテスの遺領の太守に任じた。

## 註
1. ↑  ストラボン, XVI. 3. 5
2. ↑  パウサニアス, I. 29. 10
3. ↑  アッリアノス, I. 15
4. ↑  ディオドロス, XVII. 19
5. ↑  アッリアノス, I. 17
6. ↑  ibid, I. 20